# Tiruppur
Tiruppur (hindi करीमनगर, trl. Tiruppūr) – miasto w południowych Indiach, we wschodniej części stanu Tamilnad, w dystrykcie Tiruppur, około 390 km w linii prostej na południowy zachód od stolicy stanu – Ćennaju. Jest siedzibą administracyjną dystryktu. Miasto jest jednym z najważniejszych ośrodków przemysłowych stanu. Leży nad rzeką Noyyal.
W 2011 miasto zamieszkiwało 444 352 osób. Było ósmym pod względem liczby ludności miastem w stanie Tamilnad. Mężczyźni stanowili 51,2% populacji, kobiety 48,8%. Umiejętność pisania posiadało 87,81% mieszkańców w przedziale od siedmiu lat wzwyż, przy czym odsetek ten był wyższy u mężczyzn – 92,60%. Wśród kobiet wynosił 82,79%. Dzieci do lat sześciu stanowiły 10,1% ogółu mieszkańców miasta. W strukturze wyznaniowej zdecydowanie przeważali hinduiści – 86,05%. Islam deklarowało 10,36%; 3,33% liczyła społeczność chrześcijan, 0,07% dźinistów, 0,03% sikhów, 0,01% buddystów. Około 16% mieszkańców miasta żyje w slumsach.
Gospodarka miasta opiera się na handlu bawełną i produkcji wyrobów pończoszniczych.